# Capriano del Colle
Capriano del Colle is een gemeente in de Italiaanse provincie Brescia (regio Lombardije) en telt 4090 inwoners (31-12-2004). De oppervlakte bedraagt 14,0 km², de bevolkingsdichtheid is 297 inwoners per km².

## Demografie
Capriano del Colle telt ongeveer 1569 huishoudens. Het aantal inwoners steeg in de periode 1991-2001 met 11,7% volgens cijfers uit de tienjaarlijkse volkstellingen van ISTAT.
| Jaar | Inwoneraantal |
| ---- | ------------- |
| 1991 | 3451          |
| 2001 | 3856          |

## Geografie
Capriano del Colle grenst aan de volgende gemeenten: Azzano Mella, Bagnolo Mella, Castel Mella, Dello, Flero, Poncarale.